# 1969-es Formula–1 mexikói nagydíj
Az 1969-es Formula–1-es világbajnokság szezonzáró futama a mexikói nagydíj volt.

## Futam
Az évtized utolsó nagydíját Mexikóban rendezték. Hill lábsérülése miatt hiányzott a versenyről, a Lotus nem helyettesítette más versenyzővel.
Az edzésen a Brabham csapat dominált: Jack Brabham volt a leggyorsabb Ickx előtt. A harmadik Stewart Hulme mellől indult, a második sorból.
Bruce McLaren autója nem tudott elindulni a rajtnál, így mindössze 16 autó vett részt a versenyen. Stewart rajtolt a legjobban és az élre állt, a két  Brabhamos Jack Brabham és Ickx szorosan követte. A második körben Hulme a negyediknek jött fel, miután megelőzte Jochen Rindtet. A 6. körben Ickx állt az élre, még ebben a körben Hulme megelőzte Brabhamet a harmadik helyért. Az új-zélandi a 7. körben megelőzte Stewartot, a 10. körben pedig Ickxet is, így átvette a vezetést. Miután Stewart visszaesett Brabham mögé, az első négy sorrendje nem változott tovább. Denny Hulme győzött Ickx, Brabham és Stewart előtt. Rindt kiesése után az ötödik hely Beltoise-é lett, Jackie Oliver hatodikként egyetlen pontját szerezte az idényben a BRM-mel.
| Helyezés | Rajtszám | Versenyző            | Csapat/Motor | Futott kör | Idő/Kiesés oka     | Rajthely | Pont |
| -------- | -------- | -------------------- | ------------ | ---------- | ------------------ | -------- | ---- |
| 1        | 5        | Denny Hulme          | McLaren-Ford | 65         | 1h54:08.80         | 4        | 9    |
| 2        | 7        | Jacky Ickx           | Brabham-Ford | 65         | + 2.56             | 2        | 6    |
| 3        | 8        | Jack Brabham         | Brabham-Ford | 65         | + 38.48            | 1        | 4    |
| 4        | 3        | Jackie Stewart       | Matra-Ford   | 65         | + 47.04            | 3        | 3    |
| 5        | 4        | Jean-Pierre Beltoise | Matra-Ford   | 65         | + 1:38.52          | 8        | 2    |
| 6        | 15       | Jackie Oliver        | BRM          | 63         | + 2 kör            | 12       | 1    |
| 7        | 12       | Pedro Rodríguez      | Ferrari      | 63         | + 2 kör            | 15       |      |
| 8        | 16       | Johnny Servoz-Gavin  | Matra-Ford   | 63         | + 2 kör            | 14       |      |
| 9        | 21       | Pete Lovely          | Lotus-Ford   | 62         | + 3 kör            | 16       |      |
| 10       | 18       | Piers Courage        | Brabham-Ford | 61         | + 4 kör            | 9        |      |
| 11       | 19       | Silvio Moser         | Brabham-Ford | 60         | Üzemanyagszivárgás | 13       |      |
| Ki       | 14       | John Surtees         | BRM          | 53         | Váltóhiba          | 10       |      |
| Ki       | 2        | Jochen Rindt         | Lotus-Ford   | 21         | Felfüggesztés      | 6        |      |
| Ki       | 22       | George Eaton         | BRM          | 6          | Váltóhiba          | 17       |      |
| Ki       | 10       | Jo Siffert           | Lotus-Ford   | 4          | Baleset            | 5        |      |
| Ki       | 9        | John Miles           | Lotus-Ford   | 3          | Üzemanyagpumpa     | 11       |      |
| NI       | 6        | Bruce McLaren        | McLaren-Ford | 0          | Nem indult         | 7        |      |

## A világbajnokság végeredménye
| H   | Versenyzők           | Pont | H   | Konstruktőrök   | Pont    |
| --- | -------------------- | ---- | --- | --------------- | ------- |
| 1.  | Jackie Stewart       | 63   | 1.  | Matra-Ford      | 66      |
| 2.  | Jacky Ickx           | 37   | 2.  | Brabham-Ford    | 49 (51) |
| 3.  | Bruce McLaren        | 26   | 3.  | Lotus-Ford      | 47      |
| 4.  | Jochen Rindt         | 22   | 4.  | McLaren-Ford    | 38 (40) |
| 5.  | Jean-Pierre Beltoise | 21   | 5.  | Ferrari         | 7       |
| 6.  | Denny Hulme          | 18   | 6.  | BRM             | 7       |
| 7.  | Graham Hill          | 19   | 7.  | Cooper-Maserati | 0       |
| 8.  | Piers Courage        | 16   | 8.  | Brabham-Repco   | 0       |
| 9.  | Jo Siffert           | 15   | 9.  | Brabham-Climax  | 0       |
| 10. | Jack Brabham         | 14   | 10. | Eagle-Climax    | 0       |

(A teljes lista)

## Statisztikák
Vezető helyen:
- Jack Brabham: 5 (1-5)
- Jacky Ickx: 4 (6-9)
- Denny Hulme: 56 (10-65)

Denny Hulme 5. győzelme, Jack Brabham 12. pole-pozíciója, Jacky Ickx 3. leggyorsabb köre.
- McLaren 4. győzelme.